# Muzeum Miejskie w Wąbrzeźnie
Muzeum Miejskie w Wąbrzeźnie – muzeum z siedzibą w Wąbrzeźnie. Placówka jest miejską jednostką organizacyjną i działa w ramach Wąbrzeskiego Domu Kultury. 
Muzeum powstało w 2001 roku. Jego pierwszą siedzibą były pomieszczenia dawnego młyna przy ul. 1 Maja, pochodzącego z XIX wieku. W 2011 roku, wobec stanu technicznego obiektu oraz braku środków na remont, zbiory zostały przeniesione do budynku Wąbrzeskiego Domu Kultury. 

Na ekspozycję muzealną składają się zabytkowe meble i sprzęty domowe, pochodzące z końca XIX i początku XX wieku. Ponadto eksponowane są pamiątki, związane z historią Domu Kultury, zbiory kolekcjonerskie (filatelistyczne, modelarskie, przyrodnicze) oraz obrazy, powstałe podczas organizowanych w WDK plenerów malarskich.
Muzeum jest obiektem całorocznym, czynnym codziennie.